# Alasmidonta arcula
Alasmidonta arcula är en musselart som först beskrevs av I. Lea 1838.  Alasmidonta arcula ingår i släktet Alasmidonta och familjen målarmusslor. IUCN kategoriserar arten globalt som starkt hotad. Inga underarter finns listade i Catalogue of Life.